# 森林公园站 (芝加哥)
森林公园站（英語：Forest Park station）是芝加哥地铁蓝线的一个站点，位于伊利诺伊州的森林公园。在議會支线建造之前，此站曾为加菲爾德线的终点站。在1994年之前，本站名字为平原站。
森林公园站自1902年开启运行，曾为芝加哥市郊铁路的一站。